# Överrullningsskydd

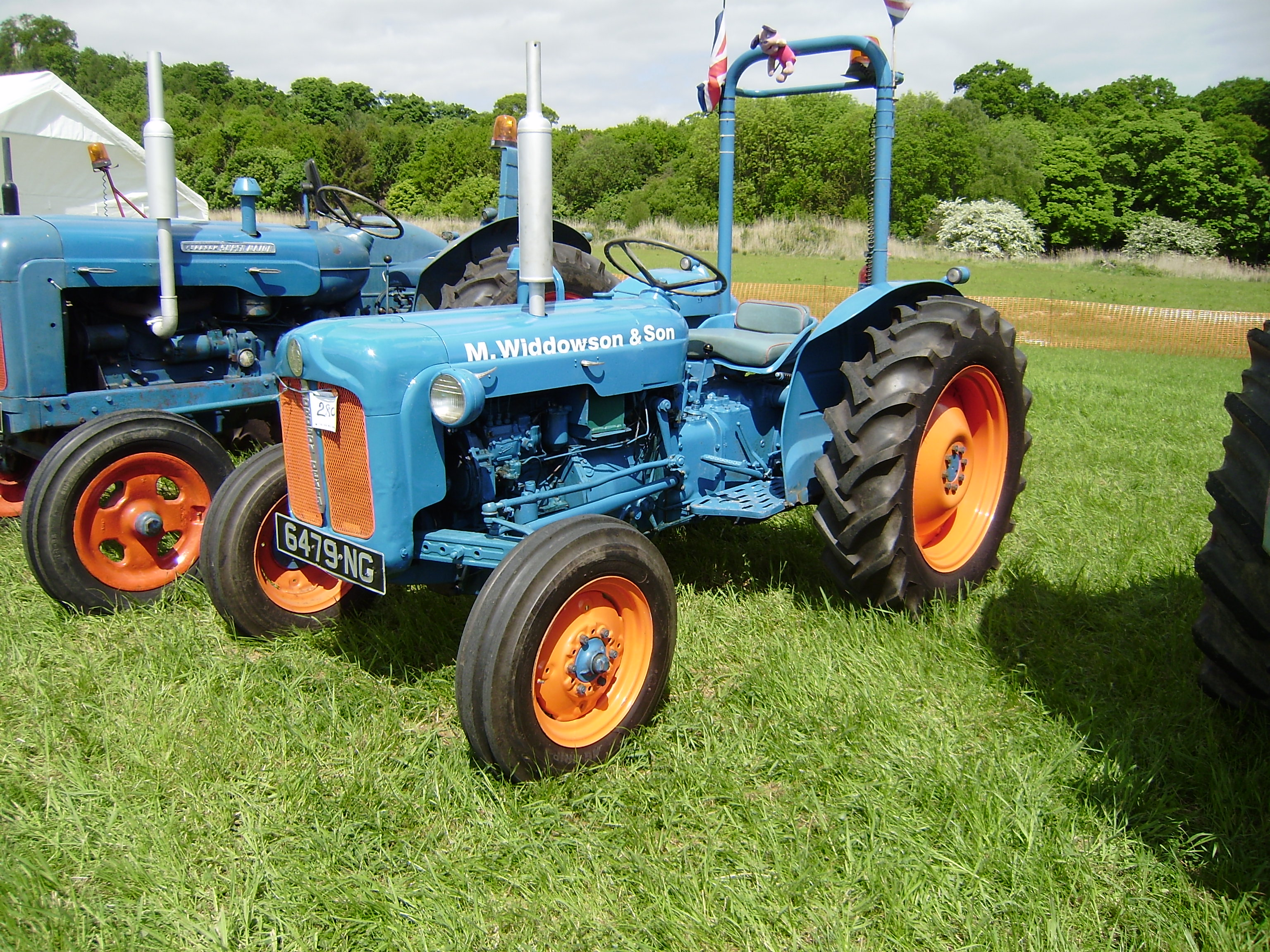
Överrullningsskydd med hjälp av stång på en Fordson traktor.

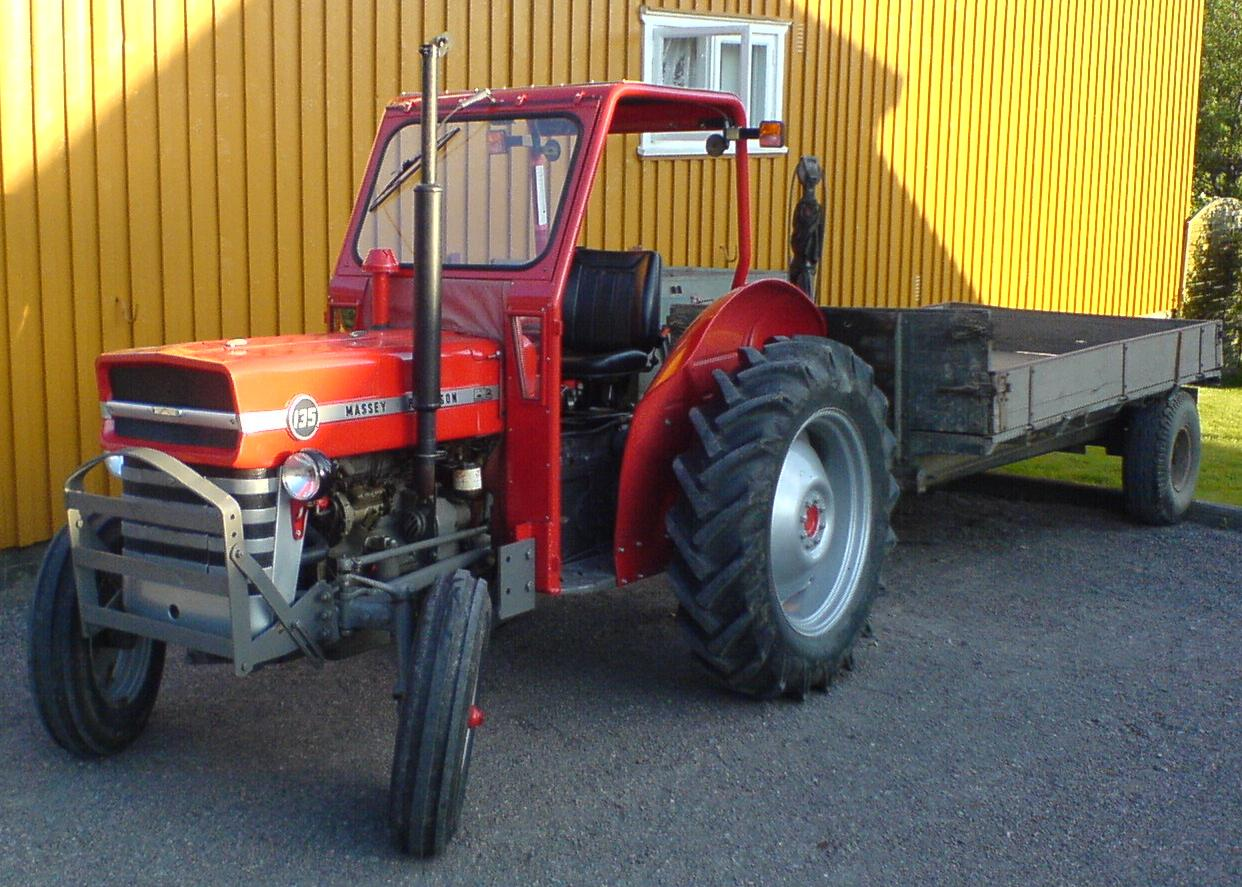
Överrullningsskydd på en MF 135. Photo: K.A. Gallis.

Överrullningsskydd, på engelska Roll Over Protection Structure (ROPS) är strukturer eller system för operatörsmiljöer, oftast hytter eller cabar och har syftet att skydda operatören från skador som orsakar av vältning eller överrullning. Anläggningsmaskiner såsom exempelvis hjullastare är ett exempel på en maskin har krav på överrullningsskydd för att förhindra föraren eller andra personer från allvarliga klämrisker vid transport. 